# Paramètre d'activité
Pour les articles homonymes, voir Paramètre (homonymie) et Activité.
En astronomie, le paramètre d'activité est une quantité définissant l'amplitude du bruit chronométrique, c'est-à-dire les irrégularités temporelles observées dans les temps d'arrivée des pulses émis par des pulsars. Il est défini comme étant le logarithme du rapport entre l'écart quadratique moyen du bruit chronométrique du pulsar considéré et celui du Crabe (PSR B0531+21). Par définition, le paramètre d'activité du Pulsar du Crabe est donc 0. Le pulsar PSR B0611+22 est un des pulsars au plus fort paramètre d'activité connu, égal à 1,0. Les irrégularités des temps d'arrivée de ses pulses peuvent atteindre plusieurs centaines de millisecondes.

## Quelques données numériques
Le tableau suivant donne la liste des premiers paramètres d'activité dont la nature du bruit chronométrique a pu être établie :
| Désignation  | Type de bruit chronométrique | Paramètre d'activité |
| ------------ | ---------------------------- | -------------------- |
| PSR B0329+54 | Fréquence                    | -1,1                 |
| PSR B0531+21 | Fréquence                    | 0,0                  |
| PSR B0611+22 | Ralentissement               | 1,0                  |
| PSR B0823+26 | Ralentissement               | -0,1                 |
| PSR B1133+16 | Phase                        | -1,9                 |
| PSR B1508+55 | Fréquence                    | -0,7                 |
| PSR B1915+13 | Fréquence                    | -1,0                 |
| PSR B1001+31 | Fréquence                    | -0,9                 |
| PSR B2016+28 | Fréquence                    | -1,8                 |
| PSR B2020+28 | Fréquence                    | -1,5                 |
| PSR B2217+47 | Phase                        | -1,5                 |

## Influence dans la détermination d'effets physiques dans les pulsars
Une partie de la physique des pulsars est déterminée grâce à l'extrême régularité des signaux émis par les pulsars. La présence de bruit chronométrique est susceptible de nuire à la détermination de certains paramètres décrivant ces objets. En particulier, la parallaxe chronométrique d'un pulsar, permettant de déterminer sa distance, est observable uniquement si la précision dans les temps d'arrivée des signaux émis par ces objets est meilleure qu'une microseconde, soit environ quatre ordre de grandeur de moins que l'amplitude typique du bruit chronométrique du pulsar du Crabe. Un pulsar ne peut voir sa distance déterminée par parallaxe chronométrique que si son paramètre d'activité est suffisamment bas, typiquement inférieur à -4 pour un objet situé à 1 kiloparsec.

## Note
1. ↑  (en) J. M. Cordes & D. J. Helfand, Pulsar timing. III - Timing noise of 50 pulsars, The Astrophysical Journal, 239, 640-650 (1980) Lire en ligne.

## Référence
- (en) Andrew G. Lyne et Francis Graham Smith, Pulsar astronomy, Cambridge University Press, 2006, 3e éd., 309 p. (ISBN 0-521-83954-8), pages 85 à 89.